# Northern Lights (Band)
Northern Lights war eine aus zahlreichen bekannten kanadischen Musikern bestehende Band, die 1985 den Benefizsong für Afrika Tears Are Not Enough aufgenommen hat. Nachdem bereits Großbritannien mit Band Aid (Do They Know It’s Christmas?), die USA mit USA for Africa (We Are the World) und Deutschland mit der Band für Afrika (Nackt im Wind) ähnliche Projekte gestartet hatten, wollten nun auch die Kanadier mittels eines Songs Geld für Afrika sammeln.
Geschrieben wurde der Song Tears Are Not Enough von David Foster (Musik) sowie Bryan Adams und Jim Vallance (Text). Die französischen Textpassagen stammen von Rachel Paiement. Produziert wurde er von Bruce Allen und David Foster. Aufgenommen wurde Tears Are Not Enough am 10. Februar 1985 in den Manta Sound Studios in Toronto, der Instrumentalteil war zuvor bereits in Vancouver aufgenommen worden.

## Musiker
- David Foster (Keyboard)
- Doug Johnson (Keyboard)
- Paul Dean (Gitarre)
- Dave Sinclair (Gitarre)
- Jim Vallance (Schlagzeug)
- Steven Denroche (French Horn)

## Sänger (in alphabetischer Reihenfolge)
- Bryan Adams
- Carroll Baker
- Veronique Beliveau
- Salome Bey
- Liona Boyd
- John Candy
- Robert Charlebois
- Tom Cochrane
- Bruce Cockburn
- Burton Cummings
- Dalbello
- Gorden Deppe
- Claude Dubois
- Robin Duke
- Don Gerrard
- Brian Good
- Corey Hart
- Ronnie Hawkins
- Dan Hill
- Mark Holmes
- Tommy Hunter
- Paul Hyde
- Martha Johnson
- Marc Jordan
- Eugene Levy
- Gordon Lightfoot
- Baron Longfellow
- Richard Manuel (The Band)
- Murray McLauchlan
- Frank Mills
- Geddy Lee (Rush)
- Kim Mitchell
- Joni Mitchell
- Anne Murray
- Bruce Murray
- Aldo Nova
- Catherine O’Hara
- Oscar Peterson
- Colina Phillips
- Carole Pope
- Mike Reno (Loverboy)
- Lorraine Segato
- Paul Shaffer
- Graham Shaw
- Leroy Sibbles
- Jane Siberry
- Liberty Silver
- Wayne St. John
- Ian Thomas
- Sylvia Tyson
- Sharon Lee Williams
- Neil Young
- Zappacosta

## Tears Are Not Enough bei Live Aid und Live 8
Bei seinem Auftritt bei Live Aid 1985 in Philadelphia sang Bryan Adams Tears Are Not Enough und auch bei Live 8 2005 in Barrie sang er während All for Love eine kleine Passage dieses Songs, beide Auftritte sind auf den jeweiligen DVDs enthalten.
Bemerkenswert ist außerdem, dass mit Bryan Adams und Neil Young, die auch bereits bei Live Aid in Philadelphia spielten, sowie Tom Cochrane, Bruce Cockburn und Gordon Lightfoot fünf ehemalige Mitglieder der Northern Lights bei Live 8 in Barrie auf der Bühne standen.